# Halowe Mistrzostwa Europy w Lekkoatletyce 1971 – skok o tyczce mężczyzn
Skok o tyczce mężczyzn – jedna z konkurencji technicznych rozgrywanych podczas halowych lekkoatletycznych mistrzostw Europy w hali Festiwalna w Sofii.  Rozegrano od razu finał 14 marca 1971. Zwyciężył reprezentant Niemieckiej Republiki Demokratycznej Wolfgang Nordwig, który ustanowił nieoficjalny halowy rekord świata skokiem na wysokość 5,40 m. Tytułu zdobytego na poprzednich mistrzostwach nie bronił François Tracanelli z Francji.

## Rezultaty
Rozegrano od razu finał, w którym wzięło udział 16 skoczków.

Opracowano na podstawie materiału źródłowego.
| Poz. | Zawodnik             | Reprezentacja | 4,40 | 4,50 | 4,60 | 4,70 | 4,80 | 4,90 | 5,00 | 5,10 | 5,20 | 5,25 | 5,30 | 5,35 | 5,40 | Wynik | Uwagi |
| ---- | -------------------- | ------------- | ---- | ---- | ---- | ---- | ---- | ---- | ---- | ---- | ---- | ---- | ---- | ---- | ---- | ----- | ----- |
| 01 ! | Wolfgang Nordwig     | NRD           | –    | –    | –    | –    | –    | –    | xo   | –    | o    | –    | o    | xo   | o    | 5,40  | WR    |
| 02 ! | Kjell Isaksson       | Szwecja       | –    | –    | –    | –    | –    | –    | xo   | –    | xo   | –    | o    | xxo  | xxx  | 5,35  |       |
| 03 ! | Jurij Isakow         | ZSRR          | –    | –    | –    | –    | xxo  | –    | xo   | –    | xo   | –    | o    | xxx  |      | 5,30  |       |
| 4.   | Heinfried Engel      | RFN           | –    | –    |      | –    | o    | –    | o    | o    | xxx  |      |      |      |      | 5,10  |       |
| 5.   | Antti Kalliomäki     | Finlandia     | –    | –    | –    | –    | o    | –    | o    | –    | xxx  |      |      |      |      | 5,00  |       |
| 6.   | Jurij Chanafin       | ZSRR          | –    | –    | –    | –    | o    | –    | o    | xxx  |      |      |      |      |      | 5,00  |       |
| 7.   | Wojciech Buciarski   | Polska        | –    | –    | –    | –    | o    | –    | xxx  |      |      |      |      |      |      | 4,80  |       |
| 7.   | Hans Lagerqvist      | Szwecja       | –    | –    | –    | –    | o    | –    | xxx  |      |      |      |      |      |      | 4,80  |       |
| 9.   | Zygmunt Dobrosz      | Polska        | –    | –    | xo   | –    | o    | –    | xxx  |      |      |      |      |      |      | 4,80  |       |
| 10.  | Nikołaj Kiejdan      | ZSRR          | -    | -    | o    | –    | xo   | –    | xxx  |      |      |      |      |      |      | 4,80  |       |
| 11.  | Ignacio Sola         | Hiszpania     | –    | –    | xo   | –    | xxo  | –    | xxx  |      |      |      |      |      |      | 4,80  |       |
| 12.  | Dinu Piștalu         | Rumunia       | –    | o    | –    | xo   | –    | xxx  |      |      |      |      |      |      |      | 4,70  |       |
| 13.  | Hans-Jürgen Ziegler  | RFN           | –    | –    | o    | –    | xxx  |      |      |      |      |      |      |      |      | 4,60  |       |
| 14.  | Michel Ollivary      | Francja       | –    | –    | xxo  | –    | xxx  |      |      |      |      |      |      |      |      | 4,60  |       |
| 15.  | Jesper Tørring       | Dania         | o    | xxx  |      |      |      |      |      |      |      |      |      |      |      | 4,40  |       |
| 16.  | Christos Papanikolau | Grecja        |      |      |      |      |      |      |      |      |      |      |      |      |      | NM    |       |